# Charles Calvert, 5:e baron Baltimore
Charles Calvert, 5:e baron Baltimore, född den 29 september 1699, död den 24 april 1751, länsherre (Lord Proprietor) av provinsen Maryland 1715–1751, var son till Benedict Calvert, 4:e baron Baltimore.
Lord Baltimore ärvde titeln vid femton års ålder efter sin farfars och sin fars död 1715. George I återsällde samma år baronerna Baltimores länsherreskap över provinsen Maryland, som de förlorat 1689. Han blev myndig 1721 och började då personligen utöva länsherreskapet, fast han besökte kolonin endast vid ett enda tillfälle 1732. I England var han en aktiv politiker i whigpartiet; ledamot av det brittiska amiralitetskollegiet 1742-1744.